# Paracaesio
Genre
Paracaesio est un genre de poissons de la famille des Lutjanidae.

## Liste des espèces
- Paracaesio caerulea (Katayama, 1934)
- Paracaesio gonzalesi Fourmanoir et Rivaton, 1979
- Paracaesio kusakarii Abe, 1960
- Paracaesio paragrapsimodon Anderson et Kailola in Anderson, Kailola et Collette, 1992
- Paracaesio sordida Abe et Shinohara, 1962
- Paracaesio stonei Raj et Seeto, 1983
- Paracaesio waltervadi Anderson et Collette in Anderson, Kailola et Collette, 1992
- Paracaesio xanthura (Bleeker, 1869)